# Lista celor 72 nume înscrise pe Turnul Eiffel
Pe Turnul Eiffel sunt gravate 72 de nume de oameni de știință, ingineri și matematicieni francezi, în semn de recunoaștere a contribuțiilor lor. Gustave Eiffel a ales această „invocare a științei” din cauza îngrijorării sale față de protestele împotriva turnului și a ales numele celor care s-au remarcat din 1789. Gravurile se găsesc pe părțile laterale ale turnului, sub primul balcon, cu litere de aproximativ 60 cm înălțime și pictate inițial în aur. Gravura a fost pictată la începutul secolului al XX-lea și restaurată în 1986–87 de Société Nouvelle d'exploitation de la Tour Eiffel, compania cu care orașul Paris are contract pentru exploatarea Turnului. Revopsirea din 2010-2011 a restaurat literele la culoarea aurie originală. Există, de asemenea, pe o placă din vârful Turnului, unde a fost construit și un laborator, numele inginerilor care au ajutat la construirea Turnului și la proiectarea arhitecturii acestuia.

## Lista
Lista este împărțită în patru (pentru fiecare latură a turnului). Laturile au fost numite după părțile Parisului spre care se îndreaptă fiecare:
- Latura de nord-est (cunoscută și ca latura La Bourdonnais, după bulevardul Avenue de La Bourdonnais)

- Latura de sud-est (cunoscută și sub numele de latura École militaire, după Școala militară din Paris)

- Latura de sud-vest (cunoscută și ca latura Grenelle, după cartierul Grenelle)

- Latura de nord-vest (cunoscută și sub numele de latura Trocadéro, după Grădinile Trocadéro)

În tabelul de mai jos sunt listate toate numele de pe cele patru laturi:
| Fața            | Nr. | Imagine                | Nume prescurtat așa cum este înscris pe Turnul Eiffel | Numele complet                                          | Datele de naștere și de deces | Profesia                                     | Cunoscut pentru |
| --------------- | --- | ---------------------- | ----------------------------------------------------- | ------------------------------------------------------- | ----------------------------- | -------------------------------------------- | --- |
| Trocadéro       | 1   |                        | SEGUIN                                                | Marc Seguin                                             | 1786-1875                     | Mecanic                                      | Constructor de poduri suspendate, inventator al primei locomotive cu abur cu cazan tubular |
| Trocadéro       | 2   |                        | LALANDE                                               | Joseph Jérôme Lefrançois de Lalande                     | 1732-1807                     | Astronom                                     | Numeroase lucrări de astronomie și hidrologie |
| Trocadéro       | 3   |                        | TRESCA                                                | Henri Tresca                                            | 1814-1885                     | Inginer și mecanic                           | Autorul criteriului Tresca (un criteriu de rezistență în rezistența materialelor) |
| Trocadéro       | 4   |                        | PONCELET                                              | Jean-Victor Poncelet                                    | 1788-1867                     | Geometru                                     | Creatorul geometriei proiective |
| Trocadéro       | 5   |                        | BRESSE                                                | Jacques Antoine Charles Bresse                          | 1822-1883                     | Mecanic                                      | Crearea unei metode matematice de măsurare a flexiunii și rezistenței pieselor metalice curbate mari |
| Trocadéro       | 6   |                        | LAGRANGE                                              | Joseph-Louis Lagrange                                   | 1736-1813                     | Matematician                                 | Teoria librației lunare (1764); crearea mecanicii analitice (1787); mecanica lagrangiană; dezvoltarea sistemului metric |
| Trocadéro       | 7   |                        | BELANGER                                              | Jean-Baptiste Charles Joseph Bélanger                   | 1790-1874                     | Matematician                                 | Hidraulică și hidrodinamică, teoria rezistenței și flexiunii plane a solidelor |
| Trocadéro       | 8   |                        | CUVIER                                                | Baron Georges Leopold Chretien Frédéric Dagobert Cuvier | 1769-1832                     | Naturalist                                   | Fondatorul anatomiei comparate și paleontologiei |
| Trocadéro       | 9   |                        | LAPLACE                                               | Pierre-Simon de Laplace                                 | 1749-1827                     | Astronom și matematician                     | Studiul mecanicii cerești (contribuie la apariția astronomiei matematice); teoria probabilităților |
| Trocadéro       | 10  |                        | DULONG                                                | Pierre Louis Dulong                                     | 1785-1838                     | fizician și chimist                          | Legile de răcire și de saturație a presiunii de vaporilor; proprietățile gazelor |
| Trocadéro       | 11  |                        | CHASLES                                               | Michel Chasles                                          | 1793-1880                     | Matematician                                 | Lucrări originale despre elipsoid (1825), despre calculul integral (1827), despre deplasarea corpurilor solide în mecanică (1845) ; teorema lui Chasles |
| Trocadéro       | 12  |                        | LAVOISIER                                             | Antoine Laurent de Lavoisier                            | 1743-1794                     | Chimist                                      | Fondatorul chimiei moderne (Nimic nu se pierde, nimic nu se creează, totul se transformă, citat apocrif) |
| Trocadéro       | 13  |                        | AMPERE                                                | André-Marie Ampère                                      | 1775-1836                     | Matematician și fizician                     | Teoria electromagnetismului (1820-1824, împreună cu Arago) |
| Trocadéro       | 14  |                        | CHEVREUL                                              | Michel Eugène Chevreul                                  | 1786-1889                     | Chimist                                      | Descoperirea saponificării corpurilor grase de origine animală și a lumânării stearice (înlocuitoarea celei de sulf) (1823) |
| Trocadéro       | 15  | Eugène Flachat         | FLACHAT                                               | Eugène Flachat                                          | 1802-1873                     | Inginer                                      | Constructor al primei linii de cale ferată (Căile ferate de la Paris la mare/Paris-Rouen) și a primei gări (1845-1850); rame cu deschidere mare (1832) |
| Trocadéro       | 16  |                        | NAVIER                                                | Claude Louis Marie Henri Navier                         | 1785-1835                     | Matematician                                 | Ecuații ale mecanicii fluidelor (1820); legile privind rezistența materialelor (1830); construcția primelor poduri metalice suspendate (Paris, 1827) |
| Trocadéro       | 17  |                        | LEGENDRE                                              | Adrien-Marie Legendre                                   | 1752-1833                     | Matematician                                 | Fondatorul geometriei moderne (1785), inclusiv metoda celor mai mici pătrate |
| Trocadéro       | 18  |                        | CHAPTAL                                               | Jean-Antoine Chaptal                                    | 1756-1832                     | Agronom și chimist                           | Introducerea fabricării industriale a acidului sulfuric (1781); a alaunului artificial (1785); îndulcirea vinurilor sau chaptalizarea (1796); a vopsirii bumbacului cu roșu turcesc (1799)                                                                                           |
| Grenelle        | 1   |                        | JAMIN                                                 | Jules Célestin Jamin                                    | 1818-1886                     | Fizician                                     | Studii privind constituirea magneților (1857); iluminatul perfecționat și lumânarea electrică (1879); lucrări în domeniul opticii |
| Grenelle        | 2   |                        | GAY-LUSSAC                                            | Joseph Louis Gay-Lussac                                 | 1778-1850                     | Chimist                                      | Descoperirea cianogenului și a acidului prusic; legea expansiunii gazelor; chimie industrială; ascensiune aerostatică la 7.016 m altitudine (1804) |
| Grenelle        | 3   |                        | FIZEAU                                                | Hippolyte Fizeau                                        | 1819-1896                     | Fizician                                     | Viteza luminii în atmosferă (1849-1856); transformarea plăcilor fotografice în plăci de gravură (1850) |
| Grenelle        | 4   |                        | SCHNEIDER                                             | Format:Souverain2                                       | 1805-1875                     | Industriaș                                   | Fondator al Schneider, o companie minieră și siderurgică din Le Creusot |
| Grenelle        | 5   |                        | LE CHATELIER                                          | Louis Le Chatelier                                      | 1815-1873                     | Chimist și inginer                           | A contribuit la crearea primelor linii de cale ferată (1840-1852); utilizarea contra-aburului pentru reglarea vitezei trenului; stabilitatea mașinilor în mișcare; extracția oxidului de aluminiu                                                                                    |
| Grenelle        | 6   |                        | BERTHIER                                              | Pierre Berthier                                         | 1782-1861                     | Mineralog                                    | Studiul „mineralelor utile”, realizarea unor analize docimazice care determină proporția metalelor utilizabile în minereuri (1816) |
| Grenelle        | 7   |                        | BARRAL                                                | Jean-Augustin Barral                                    | 1819-1884                     | Agronom, chimist și fizician                 | Nicotina din tutun (1841), azotul și acidul fosforic din apa de ploaie (1852), proprietățile azotaților asupra crustei de pâine (1863), ascensiuni aerostatice celebre (1850) |
| Grenelle        | 8   |                        | DE DION                                               | Henri de Dion                                           | 1828-1878                     | Inginer                                      | Inventatorul acoperișurilor metalice fără grinzi de legătură pentru construcții mari (1857) |
| Grenelle        | 9   |                        | GOUIN                                                 | Ernest Goüin                                            | 1815-1885                     | Inginer și industriaș                        | Primele ateliere importante de construcție de locomotive; a introdus podurile metalice în Franța (1840); mașini de filat |
| Grenelle        | 10  |                        | JOUSSELIN                                             | Louis Didier Jousselin                                  | 1776-1858                     | Inginer                                      | Inițiază construcția primelor mari canale (1808) |
| Grenelle        | 11  |                        | BROCA                                                 | Paul Pierre Broca                                       | 1824-1880                     | Doctor și antropolog                         | Fondator al antropologiei experimentale (1861); descoperirea „centrului vorbirii” din creier |
| Grenelle        | 12  |                        | BECQUEREL                                             | Antoine Becquerel                                       | 1788-1878                     | Fizician                                     | Ideea de celule de curent constant sau baterii (1830); galvanometru diferențial (1840) |
| Grenelle        | 13  |                        | CORIOLIS                                              | Gaspard-Gustave Coriolis                                | 1792-1843                     | Inginer și savant                            | Descoperirea legilor accelerației centrifuge compuse; forța Coriolis; reformator al predării mecanicii raționale |
| Grenelle        | 14  |                        | CAIL                                                  | Jean-François Cail                                      | 1804-1871                     | Industriaș                                   | Creator de mari ateliere de construcție de utilaje din cupru pentru distilerii și rafinării de zahăr; locomotive |
| Grenelle        | 15  |                        | TRIGER                                                | Jacques Triger                                          | 1801-1867                     | Inginer                                      | Hărți geologice, tehnică de minerit, procesul Triger |
| Grenelle        | 16  |                        | GIFFARD                                               | Henri Giffard                                           | 1825-1882                     | Inventator                                   | Dirijabil; injector automat pentru locomotive și mașini cu abur |
| Grenelle        | 17  |                        | PERRIER                                               | François Perrier                                        | 1835-1888                     | Geograf și matematician                      | Lucrări de triangulație și geodezie |
| Grenelle        | 18  |                        | STURM                                                 | Jacques Charles François Sturm                          | 1803-1855                     | Matematician                                 | Viteza sunetului în apă; Teorema lui Sturm |
| École militaire | 1   |                        | CAUCHY                                                | Augustin Louis Cauchy                                   | 1789-1857                     | Matematician                                 | Progrese în calculul integral (1832), aplicații ale calculului infinitezimal în geometrie, funcții olomorfe și serii convergente, unul dintre fondatorii astronomiei matematice |
| École militaire | 2   |                        | BELGRAND                                              | Eugène Belgrand                                         | 1810-1878                     | Inginer                                      | Canalizare și distribuție de apă potabilă în Paris (1854) |
| École militaire | 3   |                        | REGNAULT                                              | Henri Victor Regnault                                   | 1810-1878                     | Chimist și fizician                          | Proprietățile termice ale gazelor |
| École militaire | 4   |                        | FRESNEL                                               | Augustin Jean Fresnel                                   | 1788-1827                     | Fizician                                     | Refracția luminii; lentile pentru faruri (1820) |
| École militaire | 5   |                        | DE PRONY                                              | Gaspard de Prony                                        | 1755-1839                     | Inginer                                      | Crearea de tabele logaritmice; crearea Școlii Politehnice |
| École militaire | 6   |                        | VICAT                                                 | Louis Vicat                                             | 1786-1861                     | Inginer                                      | Ciment Portland |
| École militaire | 7   |                        | EBELMEN                                               | Jacques-Joseph Ebelmen                                  | 1814-1852                     | Chimist                                      | Pietre prețioase artificiale (1851) |
| École militaire | 8   |                        | COULOMB                                               | Charles-Augustin Coulomb                                | 1736-1806                     | Fizician                                     | Descoperirea legilor care guvernează atracțiile și repulsiile magnetice (1780); inventatorul balanței de torsiune (1784); încovoieri și forțe în arhitectură |
| École militaire | 9   |                        | POINSOT                                               | Louis Poinsot                                           | 1777-1859                     | Matematician                                 | Mecanica rațională; conceptul de moment |
| École militaire | 10  |                        | FOUCAULT                                              | Jean Bernard Léon Foucault                              | 1819-1868                     | Fizician                                     | Viteza luminii; giroscop; Pendul Foucault |
| École militaire | 11  |                        | DELAUNAY                                              | Charles-Eugène Delaunay                                 | 1816-1872                     | Astronom                                     | Teoria mareelor și mișcarea Lunii (1849); geometrie diferențială |
| École militaire | 12  |                        | MORIN                                                 | Arthur Morin                                            | 1795-1880                     | Matematician și fizician                     | Inventează manivela dinamometrică (măsură a forței motoarelor); și un aparat cu indicații continue pentru studiul legii căderii corpurilor grele (1843-1848); randamentul și eficiența mașinilor                                                                                     |
| École militaire | 13  |                        | HAUY                                                  | René Just Haüy                                          | 1743-1822                     | Mineralog                                    | Fondator al mineralogiei experimentale; fondatorul cristalografiei, structura cristalelor (1796) |
| École militaire | 14  |                        | COMBES                                                | Charles Combes                                          | 1801-1872                     | Inginer și metalurgist                       | Aplicarea termodinamicii la mașini |
| École militaire | 15  |                        | THENARD                                               | Louis Jacques Thénard                                   | 1777-1857                     | Chimist                                      | peroxid de hidrogen (apă oxigenată); albastru cobalt; plumb alb |
| École militaire | 16  |                        | ARAGO                                                 | Dominique François Jean Arago                           | 1786-1853                     | Astronom și fizician                         | Descoperirea electromagnetismului (1820-1824, cu Ampère). Indicele de refracție al gazelor; constanța vitezei luminii |
| École militaire | 17  |                        | POISSON                                               | Siméon Denis Poisson                                    | 1781-1840                     | Matematician                                 | Electricitate și magnetism; atracția planetelor |
| École militaire | 18  |                        | MONGE                                                 | Gaspard Monge                                           | 1746-1818                     | Matematician                                 | Contribuții în geometrie, inclusiv geometria descriptivă, interpretarea fenomenului fizic al mirajului (1798) |
| Bourdonnais     | 1   | Jules Alexandre Petiet | PETIET                                                | Jules Alexandre Petiet                                  | 1813-1871                     | Inginer                                      | Contribuie la crearea primelor linii de cale ferată |
| Bourdonnais     | 2   |                        | DAGUERRE                                              | Louis Jacques Mandé Daguerre                            | 1787-1851                     | Pictor și fizician                           | Co-inventator (cu Niépce) al fotografiei; inventatorul dioramei (1822); a perfecționat heliografia |
| Bourdonnais     | 3   |                        | WURTZ                                                 | Charles Adolphe Wurtz                                   | 1817-1884                     | Chimist                                      | Aranjarea atomilor în compușii organici |
| Bourdonnais     | 4   |                        | LE VERRIER                                            | Urbain Jean Joseph Le Verrier                           | 1811-1877                     | Astronom                                     | Descoperirea „matematică” a lui Neptun (1846) |
| Bourdonnais     | 5   |                        | PERDONNET                                             | Jean Albert Vincent Auguste Perdonnet                   | 1808-1867                     | Inginer                                      | A contribuit la crearea primelor linii de cale ferată (1832); a inițiat cursul despre cale ferată la Școala Centrală de Arte și Manufactură din Paris (1844) |
| Bourdonnais     | 6   |                        | DELAMBRE                                              | Jean-Baptiste Joseph Delambre                           | 1749-1822                     | Astronom                                     | Prima determinare a lungimii arcului meridianului terestru (1794, împreună cu Bordași Méchain); Histoire de l'astronomie (1820) |
| Bourdonnais     | 7   |                        | MALUS                                                 | Étienne Louis Malus                                     | 1775-1812                     | Inginer, fizician și matematician            | Descoperirea polarizării luminii |
| Bourdonnais     | 8   |                        | BREGUET                                               | Louis Breguet                                           | 1804-1883                     | Fizician                                     | Construcția primelor aparate telegrafice electrice (1842), bobină de inducție |
| Bourdonnais     | 9   |                        | POLONCEAU                                             | Camille Polonceau                                       | 1813-1859                     | Inginer                                      | Inventatorul structurii arhitecturale Polonceau |
| Bourdonnais     | 10  |                        | DUMAS                                                 | Jean Baptiste André Dumas                               | 1800-1884                     | Chimist, politician și academician           | Legile substituțiilor chimice (1832); fondator al chimiei organice |
| Bourdonnais     | 11  |                        | CLAPEYRON                                             | Émile Clapeyron                                         | 1799-1864                     | Inginer și fizician                          | Creator al proiectelor pentru liniile de cale ferată de la Paris la Saint-Germain și Paris la Versailles; Formula Clapeyron (căldura latentă a schimbării de stare a substanțelor pure)                                                                                              |
| Bourdonnais     | 12  |                        | BORDA                                                 | Jean-Charles de Borda                                   | 1733-1799                     | Matematician, fizician, politolog și marinar | Prima determinare a lungimii arcului meridianului terestru (1794, împreună cu Delambre și Méchain); termometrul metalic (1796); măsurarea lungimii pendulului gravitațional |
| Bourdonnais     | 13  |                        | FOURIER                                               | Jean Baptiste Joseph Fourier                            | 1768-1830                     | Matematician și fizician                     | Teoria matematică a căldurii (1816); descompunerea funcțiilor periodice în serii trigonometrice convergente |
| Bourdonnais     | 14  |                        | BICHAT                                                | Marie François Xavier Bichat                            | 1771-1802                     | Anatomist și fiziolog                        | Contribuții în anatomie, întemeierea biologiei (1800), pionier al histologiei moderne (studiul țesuturilor anatomice) |
| Bourdonnais     | 15  |                        | SAUVAGE                                               | Frédéric Sauvage                                        | 1786-1857                     | Mecanic                                      | Inventatorul elicei spiralate și al burdufului hidraulic |
| Bourdonnais     | 16  |                        | PELOUZE                                               | Théophile-Jules Pelouze                                 | 1807-1867                     | Chimist                                      | Prima preparare a nitrocelulozei (1835); model de fabricare industrială a sodei artificiale (1840); cursuri și tratate de chimie generală |
| Bourdonnais     | 17  |                        | CARNOT                                                | Lazare Nicolas Marguerite Carnot                        | 1753-1823                     | Matematician                                 | Creator al teoremei de analiză și a mecanicii pierderii forței mașinilor sau legea conservării lucrului mecanic (1783); unul dintre fondatorii geometriei moderne (Géométrie de position)                                                                                            |
| Bourdonnais     | 18  |                        | LAME                                                  | Gabriel Lamé                                            | 1795-1870                     | Matematician                                 | Dezvoltarea teoriei ecuațiilor cu derivate parțiale prin utilizarea coordonatelor curbilinii (coeficienți Lamé); teoria matematică a elasticității; stabilitatea bolților (1822), roților dințate (1824), podurilor metalice; contribuie la realizarea primelor linii de cale ferată |

## Critici

### Femei
Lista nu conține femei. Lista a fost criticată pentru excluderea numelui Sophie Germain, o matematiciană franceză notabilă, a cărei lucrare privind teoria elasticității a fost folosită în construcția turnului în sine. În 1913, John Augustine Zahm a sugerat că Germain a fost exclusă pentru că era femeie.

### Ingineri și savanți hidraulici
Paisprezece ingineri hidraulici și savanți sunt enumerați pe Turnul Eiffel. Eiffel a recunoscut majoritatea oamenilor de știință de frunte în domeniu. Henri Philibert Gaspard Darcy lipsește; unele dintre lucrările sale nu au fost utilizate pe scară largă până în secolul al XX-lea. De asemenea, lipsesc: Antoine Chézy, care era mai puțin faimos; Joseph Valentin Boussinesq, care era la începutul carierei sale la acea vreme; și matematicianul Évariste Galois. Alți matematicieni francezi celebri care lipsesc din listă sunt Joseph Liouville și Charles Hermite.